# Nya barnpsalmboken
Nya barnpsalmboken är en psalmbok utgiven 2001 av Libris förlag. Urvalet är gjort av Caroline Ericson-Welin, Kerstin Andeby och Anne-Maj Samuelsson.

## Innehåll
Psalmboken innehåller 245 psalmer. Psalm 1–198 är från Barnpsalmboken, medan 199–245 är nya psalmer.

### Lovsång
|   |                             |
| 1 | Lova Gud i himmelshöjd      |
| 2 | Lova Herren, sol och måne   |
| 3 | Ljus som liv åt världen gav |
| 4 | Änglarna sjunger i himlen   |
| 5 | Inför Guds himlatron        |
| 6 | Lova Herren, lova Herren    |
| 7 | Halleluja, halleluja        |
| 8 | Sjung lovsång, alla länder  |

### Treenigheten
|    |                                    |
| 9  | Måne och sol                       |
| 10 | Som ett klockspel hör jag dig      |
| 11 | Himmelske Fader, ge åt oss alla    |
| 12 | Gud har gett åt fågeln dess vingar |
| 13 | O, Gud, vår Fader                  |

### Gud, vår skapare och Fader
|    |                              |
| 14 | Tack, gode Gud, för allt     |
| 15 | Högt i stjärnehimlen         |
| 16 | Så älskade Gud världen all   |
| 17 | Krukmakarskivan svänger      |
| 18 | Gud har skapat allting       |
| 19 | Du Herre, vår Herre          |
| 20 | Gud skapade de klara vattnen |
| 21 | Gud bor i ett ljus           |
| 22 | Käre vår Herre, så vacker    |
| 23 | Vår Gud, som skapar liljan   |
| 24 | När Gud sade ordet           |

### Jesus, vår Herre och Broder
|    |                                  |
| 25 | Jesus från Nasaret går här fram  |
| 26 | Vem är det som kommer            |
| 27 | Låt mig få höra om Jesus         |
| 28 | Jesus för världen givit sitt liv |
| 29 | Mycket folk kring Jesus var      |
| 30 | Han gick in i din kamp           |
| 31 | När Jesus gick på jorden         |
| 32 | Jesus du var liten               |

### Anden, vår Hjälpare
|    |                    |
| 33 | Vinden ser vi inte |

### Årstiderna
|     |                                 |
| 104 | Den blomstertid nu kommer       |
| 105 | I denna ljuva sommartid         |
| 106 | En vänlig grönskas rika dräkt   |
| 107 | Världen som nu föds på nytt     |
| 108 | Du ska inte tro det blir sommar |
| 109 | Och nu så vill jag sjunga       |
| 110 | Vi tackar dig för lärkans liv   |
| 111 | Jag går på gräs                 |
| 112 | Skön är sommaren                |
| 113 | Den gråa masken som kryper      |
| 114 | När hösten kommer               |
| 115 | Våren kommer till vår fröjd     |

### Bönen
|     |                               |
| 116 | Jag lyfter ögat mot himmelen  |
| 117 | Lär mig att bedja av hjärtat  |
| 118 | Är jag glad, så får jag bedja |
| 119 | Herre, hör min bön            |
| 120 | Fader i himmelen              |
| 121 | Välsigna alla barn            |
| 122 | Käre Gud, du ser oss här      |
| 123 | Gåvor har vi fått             |

### Kallelse
|     |                          |
| 124 | Sackeus var en publikan  |
| 125 | När Jesus kom till oss   |
| 126 | Om jag vore en liten mus |

### Trygghet
|     |                              |
| 127 | Tryggare kan ingen vara      |
| 128 | Alla har brått               |
| 129 | Alla Guds barn               |
| 130 | Gud, som vår om sparven tar  |
| 131 | Det gungar så fint           |
| 132 | Gud vet vad jag heter        |
| 133 | Min hjälp kommer från Herren |
| 134 | Herren är min herde          |
| 135 | Som ett sandkorn i en öken   |
| 136 | Världen är så stor           |
| 137 | Som när ett barn kommer hem  |

### Glädje – tacksamhet
|     |                          |
| 138 | Glad att få leva         |
| 139 | Tack för allt jag minns  |
| 140 | Gud har gett oss jord    |
| 141 | Hela vårt liv är en gåva |
| 142 | Säg mig, du lilla fågel  |

### Efterföljd
|     |                          |
| 143 | Jorden alla riken        |
| 144 | Herren, sänd mig         |
| 145 | Helhjärtat vill jag göra |
| 146 | Jesus satt i båten       |
| 147 | Berätta om mitt rike     |

### Tillsammans i världen
|     |                                   |
| 148 | Guds kärlek är som stranden       |
| 149 | Så länge solen wärmer             |
| 150 | I en värld full av kosmiska under |
| 151 | Du vet väl om att du är värdefull |
| 152 | Hela Guds värld är av under full  |
| 153 | Jag kan inte vad du kan           |
| 154 | På vägarna ute i världen          |
| 155 | Det betyder mer än du tror        |
| 156 | Nu går sista visan                |

### Framtid och hopp
|     |                                    |
| 157 | I himmelen, i himmelen             |
| 158 | Härlig är jorden                   |
| 159 | De skall gå till den heliga staden |
| 160 | När jag lever har jag dig          |

### Fred
|     |                                   |
| 161 | En dag ska alla barnen            |
| 162 | Med små lamm i lugn och ro        |
| 163 | För fred och frihet tänd ett ljus |
| 164 | Folken på jorden har olika färg   |
| 165 | Och varje mänska ska leva         |
| 166 | Se dej omkring                    |
| 167 | Vi räcker ut en vänskapshand      |

### Miljö
|     |                                  |
| 168 | Tack för jorden som vi fått      |
| 169 | Bara den som vandrar nära marken |
| 170 | Sol och jord och luft            |

### Måltiden
|     |                             |
| 171 | När vi delar det bröd       |
| 172 | Glädjens Herre, var en gäst |
| 173 | O, du som mättar            |
| 174 | Mat på bordet idag igen     |

### Födelsedag
|     |                                     |
| 175 | Har den äran idag                   |
| 176 | Vi gratulerar på din födelsedag     |
| 177 | Hurra, på din födelsedag            |
| 178 | I frid vill jag lägga mig ned       |
| 179 | Lova Herren, min själ               |
| 180 | Du omsluter mig                     |
| 181 | Söken först Guds rike               |
| 182 | Saliga de som hör Guds ord          |
| 183 | Jag är livets bröd                  |
| 184 | Gud är kärlek                       |
| 185 | Jag får va' hos dig                 |
| 186 | Tänk, att du är du                  |
| 187 | Ett litet ljus i varje hus          |
| 188 | O Jesus, låt mig aldrig bli så stor |
| 189 | Vi sätter oss i ringen              |
| 190 | Gud älskar dej                      |
| 191 | Ingenting kan va' bättre            |
| 192 | Herren är Gud                       |
| 193 | Framtiden tillhör oss               |

### Kanonvisor
|     |                              |
| 194 | Jag är med er alla dagar     |
| 195 | Gläd er alltid i Herren      |
| 196 | Sjung din egen glädjesång    |
| 197 | Sjung halleluja till vår Gud |
| 198 | Dona nobis pacem             |

### Vi tror
|     |                        |
| 199 | Vi tror på Skaparen    |
| 200 | Som en mor             |
| 201 | Jag tror på en Gud     |
| 202 | Fader till allt som är |
| 203 | Gode Fader, jag är här |
| 204 | Jesus är min bäste vän |
| 205 | Vi har kommit hit      |
| 206 | Säg är det någon       |
| 207 | Som vinden smeker      |
| 208 | Gloria                 |
| 209 | Cantate Domino         |

### Guds barn
|     |                         |
| 210 | Det finns hundratusende |
| 211 | Jesus du är nära mig    |
| 212 | Jag tänder ett ljus     |
| 213 | Det sker ett under      |
| 214 | När min mamma           |
| 215 | Lilla barn, välkommen   |

### Kyrkoåret
|     |                              |
| 216 | Vi tänder ett ljus, sen      |
| 217 | Var inte rädd för mörkret    |
| 218 | När märker och kyla          |
| 219 | Nu i den heliga timman       |
| 220 | Vackrare än en snökristall   |
| 221 | Barn och stjärnor            |
| 222 | En dag går ängeln Gabriel    |
| 223 | Han gick omkring på jorden   |
| 224 | Hosianna, hosianna           |
| 225 | Se min palm, så stor den är  |
| 226 | På Golgata stod det ett kors |
| 227 | Var inte rädd                |
| 228 | En tidig söndagsmorgon       |
| 229 | Han har stått upp            |
| 230 | Kom och låt oss känna        |

### Vi vandrar tillsammans
|     |                            |
| 231 | Hamba nathi/Vandra med oss |
| 232 | Kom till Guds hjärta       |
| 233 | Vi vandrar, vandrar        |
| 234 | May the road/Må din väg    |
| 235 | Herre, välsigna oss        |
| 236 | Jag vill sitta nära dej    |
| 237 | Mina händer klappar        |
| 238 | Come on children           |
| 239 | Jag är fin, du är fin      |
| 240 | Får jag gråta med dig      |

### Tårar och skratt
|     |                         |
| 241 | Allt blev med ens       |
| 242 | Jag har en ledsen klump |
| 243 | Du är hos dem           |
| 244 | Blott en dag            |
| 245 | I gråt och skratt       |

### En liten bönebok
Böneboken innehåller 30 böner.

#### Skapelsen
- 1 Gud, du är bäst av alla
- 2 Gud vi tackar dej
- 3 Tack, Gud

#### Morgon
- 4 Tack för den nya dagen!
- 5 Här kommer en helt ny dag

#### Kväll
- 6 Nu kryper jag ner
- 7 Nu är dagen slut igen
- 8 Gud som hör vad alla ber om
- 9 Bli kvar hos Herre

#### Bordsbön
- 10 Mat på bordet
- 11 O du som mättar liten sparv
- 12 Vi välsignar dig, vår käre Far

#### Trygghet – skydd
- 13 Gud, du känner mig rakt igenom
- 14 Tack Gud, att du har gett oss människor
- 15 Tack Gud för att det inte är vi

#### Glädje – tack
- 16 Herre, jag kastar min glädje

#### Trött och ledsen
- 17 Jesus, du som själ har gråtit många gånger

#### Förlåt
- 18 Gode Gud, fast jag inte menar det

#### Vid sjukdom
- 19 Nu är jag sjuk och ynklig
- 20 Jag ber för en som ligger sjuk

#### När någon dött
- 21 ....... är död.

#### Vid resa
- 22 Gode Gud – du vet att vi gärna

#### Födelsedag
- 23 Idag är det min egen dag.

#### Fred
- 24 Vad ska jag be dig om, Gud?

#### Leva rätt
- 25 Käre Far i himmelen

#### Hjälp!
- 26 Vakna Gud!

#### Hem och familj
- 27 Jesus, vi vill leva så
- 28 Till dem som hör ihop med mig

#### Hela världen
- 29 Du som har skapat
- 30 Vi ber för rättvisa.

### I slutet av psalmboken
I slutet finns texter till:
- Franciscus bön
- Gud som haver barnen kär
- Herrens bön
- Välsignelsen
- Trosbekännelsen